# Skrzyszów (Basses-Carpates)
Pour les articles homonymes, voir Skrzyszów.
Skrzyszów est une localité polonaise de la gmina d'Ostrów, située dans le powiat de Ropczyce-Sędziszów en voïvodie des Basses-Carpates.